# Newlib
newlib es una implementación de la biblioteca estándar de C destinada a su uso en sistemas embebidos. Es un conglomerado de varias partes de bibliotecas, todas bajo Licencia Open Source que la hacen fácilmente utilizable en productos empotrados. Está mantenida por los desarrolladores de Red Hat Jeff Johnston y Tom Fitzsimmons.
La sección System Calls de la documentación de newlib sugiere que se puede usar con múltiples sistemas operativos, e incluso, puede que sin ningún sistema operativo.
En el 2007, devkitARM, una popular herramienta para programar software casero para la consola Nintendo DS y la Game Boy, incluía newlib como su biblioteca de C.